# David Mandić
David Mandić (Ljubuški, 14. rujna 1997.) hrvatski reprezentativni rukometaš.
Bio je igrač Izviđača Ljubuški i RK Zagreb. Bio je na širem popisu hrvatskih reprezentativaca, prije nego je postao standardni član reprezentacije. Hrvatski izbornik Lino Červar uvrstio ga je u travnju 2017. na popis igrača za reprezentativno okupljanje dogovoreno za početak svibnja 2017. godine.
S hrvatskom seniorskom reprezentacijom osvojio je zlato na Mediteranskim igrama u Tarragoni 2018.
Osvajač je srebrne medalje na Europskom prvenstvu u rukometu - Austrija, Norveška i Švedska 2020. godine. Bio je član hrvatske reprezentacije koja je osvojila srebro na Svjetskom prvenstvu u Hrvatskoj, Danskoj i Norveškoj 2025.
Na kraju sezone 2021./2022. godine u ljeto otišao je u MT Melsungen.
Hrvatski reprezentativni vratar Matej Mandić mu je bratić.